# Jean-François Lescuyer
Jean-François Lescuyer, né à Charmont (Marne) le 7 janvier 1820 et mort à Saint-Dizier (Haute-Marne) le 15 septembre 1887, est un naturaliste et ornithologue français.

## Biographie
Il fit ses études classiques au collège de Châlons-sur-Marne, il alla faire son droit à la Faculté d’Aix. Plutôt que de devenir notaire, il se consacra à l'étude de la  nature.
Son étude a débuté par l'observation des espèces locales d'oiseaux, puis la collecte de spécimens et d'œufs. Il a ensuite étendu son étude à quelques mammifères, puis en élargissant sa zone de collection, Pyrénées. Il fait aussi des achats et des échanges pour des espèces d'autres continents. Sa collection est remise en valeur au Musée municipal de Saint-Dizier.

## Publications
- Étude sur les oiseaux utiles : le héron gris et la héronnière d'Écury-le-Grand, 1869.
- Des Tendues, 1874.
- Étude sur les oiseaux : architecture des nids, 1875. Rééedition :  Nîmes : Lacour, 2008.
- Recherches sur le dimanche, 1877.

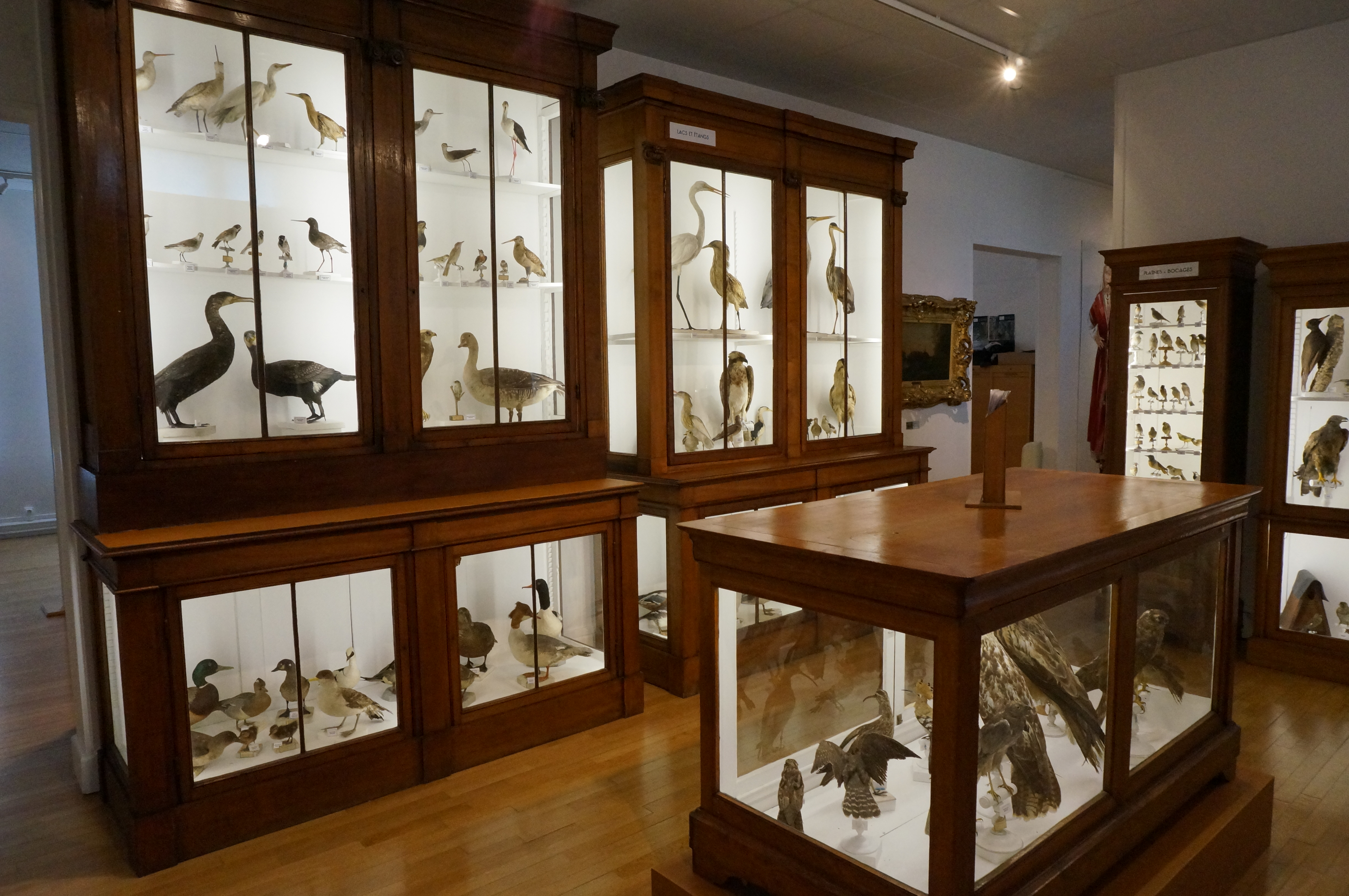
Présentation d'une partie de sa collection.

- Introduction à l'étude des oiseaux de la Marne, 1878.
- Langage et chant des oiseaux, 1878.
- Les Oiseaux dans les harmonies de la nature, 1878.
- Classification des oiseaux de la vallée de la Marne, 1880.
- Considérations sur la forme et la coloration des oiseaux, 1883.
- Mélanges d'ornithologie, 1884.